# Akasya Asilturkmen
Akasya Asıltürkmen (nascida a 14 de abril de 1977) é uma professora de actuação, actriz de cinema, teatro, televisão e dublagem turca. Estudou Teatro na Universidade de Mimar Sinan de Belas Artes de Istambul. Asıltürkmen é mestiça, com antepassados de origem circassianos, chveneburi, lazes e turcos.

## Filmografia

### Cinema
| Ano  | Título                        | Papel                  | Notas              |
| ---- | ----------------------------- | ---------------------- | ------------------ |
| 1996 | Istambul Kanatlarımın Altında | irmã de Hezarfen Ahmet |                    |
| 1999 | Renkli - Türkçe               |                        |                    |
| 2000 | Dedelerimi Evlendirirken      |                        | filme de televisão |
| 2000 | Çilekli Massa                 |                        | filme de televisão |
| 2000 | Fora de jogo                  |                        |                    |
| 2005 | Pamuk Prenses 2               | Füsun                  |                    |
| 2006 | Keloğlan Kara Prens e Karşı   | Taşkız                 |                    |
| 2006 | Araf                          | Eda                    |                    |
| 2009 | Ipsiz Recep                   | Marika                 |                    |
| 2009 | Balıkçının Ölümü              | Garota jovem           | curta-metragem     |
| 2010 | Bana Gel Bunlarla             |                        |                    |
| 2015 | Enkaz                         | Nisa                   | Pós-produção       |

| Ano  | Título            | Papel    | Notas      |
| ---- | ----------------- | -------- | ---------- |
| 2001 | Nasıl Evde Kaldım | Feza     | Mini-série |
| 2002 | Vaka-i Zaptiye    | Lebibe   |            |
| 2003 | Lise Defteri      | Ayça     |            |
| 2004 | Dayı              | Müge     |            |
| 2004 | Çınaraltı         | Esin     |            |
| 2005 | Saklambaç         | Bağdegül |            |
| 2006 | Felek Ne Demek    | Zekiye   |            |
| 2011 | Başrolde Aşk      | Eda      |            |

### Teatro
| Ano  | Título                      | Papel         |
| ---- | --------------------------- | ------------- |
| 2002 | Twelfth Night               |               |
| 2004 | Süleyman ve Öbürsüler       |               |
| 2009 | Fesleğem Çıkmazı            |               |
| 2009 | Meteor                      |               |
| 2010 | A Midsummer Night's Dream   |               |
| 2011 | Star-Spangled Gir           |               |
| 2013 | Kırmızı Yorgunları          | Betty-Jessica |
| 2015 | Romeo'yu Beklerken          |               |
| 2015 | İnternette Tãoışan Son Çift |               |